# USS Nevada (BB-36)
Корабль Соединенных Штатов Невада (англ. USS Nevada (BB-36)) — линейный корабль типа «Невада» военно-морского флота США. Второй из числа военных кораблей, носивших название в честь 36-го штата США.
Первый в серии из двух линейных кораблей; однотипным кораблём стал линкор «Оклахома». Получил технологические новшества, которые использовались почти на каждом последующем линкоре построенном в США — использование жидкого топлива вместо угля, паровые турбины, башни с тремя орудиями в каждой, бронирование по принципу «все-или-ничего».
Корабль участвовал в обеих мировых войнах: во время Первой мировой войны охранял конвои у побережья Великобритании, во время Второй мировой — был единственным американским линкором, находившимся в гавани Пёрл-Харбор, который начал выходить в море во время японской атаки 7 декабря 1941 года. Линкор получил торпедное попадание и повреждения от шести бомб, возник пожар и корабль выбросился на берег. Впоследствии был модернизирован на Puget Sound Naval Shipyard, сопровождал конвои в Атлантике, обеспечивал огневую поддержку войск Союзников в нескольких операциях, в том числе во время высадки в Нормандии 6 июня 1944 года.
После войны участвовал в американских ядерных испытаниях у атолла Бикини, в результате чего был сильно повреждён и заражён радиацией. Выведен из эксплуатации 29 августа 1946 года и был затоплен в ходе учебных морских стрельб 31 июля 1948 года.

## История строительства
Постройка корабля была одобрена актом конгресса США от 4 марта 1911 года. 22 января 1912 года контракт на строительство получила Верфь Фор-Ривер, его стоимость составляла 5 895 000 долларов без учёта стоимости брони и вооружения, при этом работы планировалось закончить через 36 месяцев.
Закладка состоялась 4 ноября 1912 года. Корабль был спущен на воду 11 июля 1914 года, при этом общая готовность строительства к 12 августа 1914 года была оценена, как 72,4 % от плана.
После окончания достройки на плаву, 4 ноября 1915 года (спустя 36 месяцев с момента закладки), был начат процесс испытаний. В New York Times было написано, что при испытаниях на максимальном ходу была зафиксирована скорость 21,4 узла. Реально на испытаниях «Невада» развила скорость 20,9 узла при мощности механизмов 26 291 л. с. Дальнейшие испытания на экономический ход (24 часа на скорости 10 узлов и 12 часов на 15 узлах) подтвердили соответствие показателей силовой установки требованиям контракта. По завершении ходовых испытаний линкор был переведен в Чарльстон, где на него установили вооружение.

## Служба

### Первая мировая война
Принят в состав флота 11 марта 1916 года. Первый командир — Уильям С. Симс. После дооснащения в Бостоне и Нью-Йорке, с 26 мая 1916 года входил в состав Атлантического флота ВМС США (со штабом в Ньюпорте), базируясь на Норфолк и занимался боевой подготовкой.
После вступления США в войну в апреле 1917 года не был, в отличие от других кораблей флота, сразу же направлен в Европу из-за плохой ситуации со снабжением жидким топливом в Британии. Совершил переход через Атлантику только в августе 1918 года, став последним из линкоров, присоединившимся к операциям флота в Европе. Прибыл в Каслтаунбер (Бирхевен) в Ирландии 23 августа, где совместно с «Юта» и своим систершипом «Оклахома» составлял 6-ю дивизию линкоров под командованием контр-адмирала Томаса Роджерса (флаг на «Юте»). Соединение занималось охраной конвоев вблизи побережья Ирландии, так как командование по прежнему опасалось прорыва крупных германских кораблей в Атлантику, однако до конца войны этого так и не случилось, и «Невада» не получил возможности встретиться с противником в бою. 13 декабря участвовал в эскортировании лайнера «Джордж Вашингтон», на котором президент Вудро Вильсон направлялся во французский Брест по пути на Парижскую мирную конференцию. На следующий день, в составе эскадры из 10 линкоров отправился в США, прибыв в Нью-Йорк 26 декабря, где участвовал в параде и последующих празднованиях.

### Межвоенный период
В июле 1921 года совместно с «Аризоной» представлял США на праздновании столетия провозглашения независимости Перу. Год спустя, на этот раз в паре с «Мэриленд» вернулся в Южную Америку в качестве эскорта парохода «Пан Америка», на котором госсекретарь США Чарльз Хьюз прибыл на празднования столетия независимости Бразилии, проходившие с 5 по 11 сентября. Три года спустя, в период с июля по сентябрь 1925 года, «Невада» в составе эскадры боевых кораблей флота участвовал в «походе доброй воли», включавшем визиты в Австралию и Новую Зеландию, и призванном, помимо прочего, доказать готовность флота США к операциям во всей акватории Тихого океана.
В период с августа 1927 по январь 1930 года, прошел значительную модернизацию в Норфолке. Вместо старых решетчатых мачт были смонтированы трехногие с установкой на них рубок новой системы управления огнем. Турбоагрегаты были заменены на снятые ранее с «Северной Дакоты», 12 котлов системы «Ярроу» сменили 6 более эффективных «Бюро Экспресс». Было усилено бронирование, установлены противоторпедные були и изменена конструкция внутренней противоторпедной защиты. Значительной модернизации подверглось вооружение: на линкор установили новые орудия главного калибра и увеличили угол их возвышения до 30°, что подняло максимальную дальность стрельбы. Батарею «противоминных» 127-мм/51 орудий, располагавшуюся в казематных установках, перенесли на верхнюю палубу аналогично установке на дредноутах типа «Нью-Мексико», дополнив их восемью 127-мм/25 зенитными пушками. Линкор получил две самолетных катапульты, предназначавшиеся для запуска трех имевшихся на борту разведывательных бипланов «Vought O2U Corsair».
После завершения модернизации «Невада» был переведен на Тихоокеанский флот, где проходил службу в течение последующих 11 лет.

### Вторая мировая война
7 декабря 1941 года, в момент нападения японского флота на Перл-Харбор, «Невада» находился в гавани на стоянке «Ряд линкоров», у юго-восточной оконечности о. Форд. В отличие от других линейных кораблей, пришвартованных попарно, «Невада» стоял в одиночку крайним в ряду, и имел возможность для манёвра. Кроме того, вахтенный офицер ранее отдал распоряжение на разогрев второго парового котла помимо дежурного, для перевода текущих нагрузок с одного котла на другой, запланированного на 8:00 (первая атака японских самолётов началась в 7:48). Однако ещё до того, как механикам удалось набрать достаточное давление пара для движения, около 8:10, линкор получил попадание торпедой, которая разорвалась в районе 41 шпангоута приблизительно на 4.3 метра выше киля. Торпедоносец Nakajima B5N, сбросивший эту торпеду, был сбит артиллеристами «Невады». Противоторпедная переборка выдержала взрыв, но многочисленные течи на стыках плит привели к затоплению бортовых отсеков ниже первой палубы между 30 и 43 шпангоутами, что вызвало крен 4-5°. Службы борьбы за живучесть применили контрзатопление отсеков противоположного борта, и линкор, встав на ровный киль, начал движение к выходу из гавани в 8:40. К этому времени моряки «Невады» сбили уже 4 японских самолёта.
Движущийся линкор стал основной целью пикирующих бомбардировщиков Aichi D3A во время второй атаки. Возможно, японские летчики надеялись потопить линкор в проливе, и таким образом закрыть выход из гавани, однако выбор цели был неудачным: 250-кг бомбы пикировщиков были недостаточной мощности для быстрого уничтожения такого крупного корабля, а ширина пролива не позволяла создать в нём пробку, затопив там единственный корабль. Тем не менее, после прохождения мимо доков, около 9:50, «Невада» получил попадания 5 авиабомб. Одна разорвалась над кубриками экипажа в районе 80 шпангоута, вторая у основания дымовой трубы на верхней палубе, третья у борта в районе башни № 1, образовав большие пробоины в верхней и главной палубе. Ещё две попали в полубак в районе 15 шпангоута, первая, пройдя насквозь, пробила борт у второй палубы и взорвалась снаружи, вторая разорвалась внутри рядом с топливной цистерной. Последовавший разлив топлива и взрыв цистерны вызвали сильный пожар на корабле, и на воде вокруг него. Пожар в районе башни главного калибра мог бы привести к фатальным последствиям, если бы не счастливое стечение обстоятельств: за несколько дней до атаки был начат процесс замены боекомплекта главного калибра на снаряды увеличенного веса, старый боекомплект был выгружен, а затем наступили выходные дни и экипажу был дан отдых. В результате погреба боезапаса ГК оказались пусты и пожар не вызвал взрыва. Тем не менее повреждения были значительными, и для избежания затопления линкора на глубокой воде он был отведен к берегу и около 10:30 посажен на грунт в районе Госпитального мыса.
В результате боя линкор получил не менее шести попаданий авиабомб и одно торпедное попадание, погибло 60 и было ранено 109 моряков. Артиллеристы «Невады» доложили об уничтожении не менее пяти японских самолётов.

### Корабль-цель во время ядерных испытаний
| # | Название | Тип              | Расстояние от эпицентра, м |
| - | -------- | ---------------- | -------------------------- |
| 5 | Джиллиам | Транспорт        | 46                         |
| 9 | Сакава   | Японский крейсер | 384                        |
| 4 | Карлайл  | Транспорт        | 393                        |
| 1 | Андерсон | Эсминец          | 549                        |
| 6 | Лэмсон   | Эсминец          | 695                        |